# Schandorf
Schandorf (kroatisch Čemba, ungarisch Csém, Romani Tschemba) ist eine zweisprachige Gemeinde im Bezirk Oberwart im Burgenland in Österreich. 
Der Anteil der Burgenlandkroaten beträgt 70 %, der deutschsprachige Bevölkerungsanteil beläuft sich auf 25 %. Kroatisch wird von 4 % der Bevölkerung als Umgangssprache angegeben.

## Geografie
Die Gemeinde liegt im Südburgenland, 260 m über dem Meeresspiegel und umfasst ein Gebiet von 1.126 Hektar.
Schandorf ist der einzige Ort in der Gemeinde.

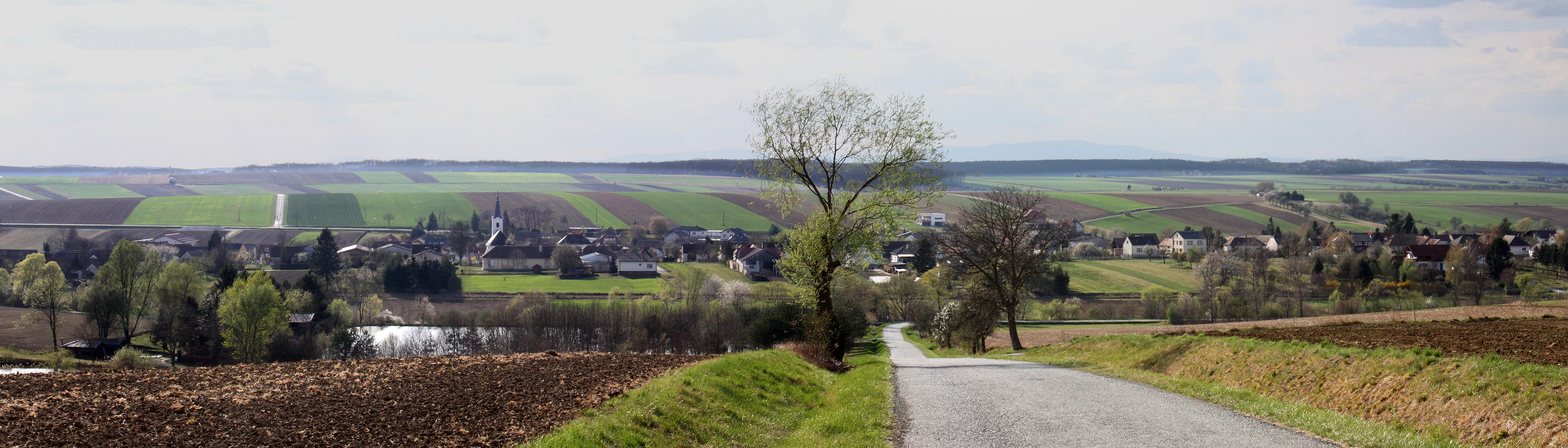
Panoramaansicht der Gemeinde Schandorf

Nachbargemeinden:
|             | Schachendorf                                |        |
| Hannersdorf | Kompassrose, die auf Nachbargemeinden zeigt |        |
|             |                                             | Ungarn |

## Geschichte

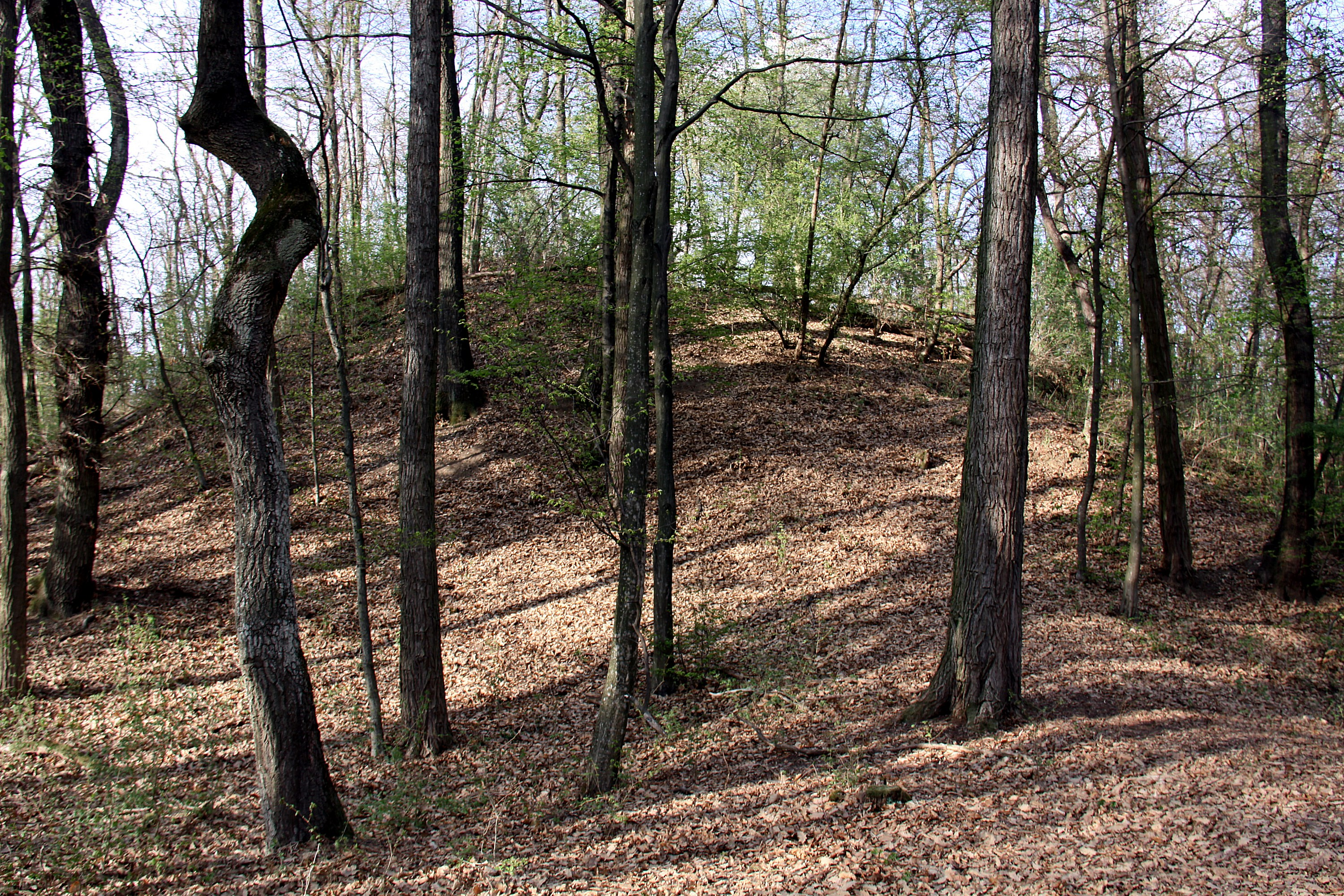
Tumulus im Bauernwald

Das Gebiet um Schandorf war schon in der alten Eisenzeit besiedelt und dürfte der Mittelpunkt des gesamten Gebietes gewesen sein. Im Schandorfer Wald befinden sich 170 Hügelgräber, die bis zu 16 Meter hoch sind und einen Durchmesser bis zu 40 Meter aufweisen. Die Gräber stammen aus der Hallstattzeit.
Urkundlich wurde die Dorfgemeinde im Jahre 1244 erstmals als „villa Chem“ genannt, als der ungarische König Béla IV. den Herren von Csém/Schandorf die alte Burg Óvár zur Neuerrichtung übergab. Damals war Schandorf ein deutsch besiedeltes Bauerndorf, das zur ungarischen Grenzwächter- und Schützensiedlung des Gyepűsystems gehörte.
Nachdem im 15. Jahrhundert das Schicksal Schandorfs eng mit der Herrschaft Schlaining unter Andreas Baumkircher verbunden war, kam der Ort 1537 in den Besitz der Grafen Batthyány, die das durch die Türkenkriege verödete und entvölkerte Dorf 1543 mit kroatischen Bauern neu besiedelten.
Das Gemeindesiegel von 1872 zeigt eine aufgestellte Getreidegarbe mit davor überkreuzten Getreiderechen mit Sense und trägt die ungarische Aufschrift „Csémi Község“ (Gemeinde Schandorf). Seit 1898 musste aufgrund der Magyarisierungspolitik der Regierung in Budapest der ungarische Ortsname Csém verwendet werden. 
Nach dem Anschluss des Burgenlandes an Österreich im Jahre 1921 kam Schandorf erst am 10. Jänner 1923 als eines der letzten rückgegliederten Dörfer zu Österreich.
Aufgrund des Gemeindestrukturverbesserungsgesetzes wurde Schandorf mit 1. Jänner 1971 gemeinsam mit Dürnbach und Schachendorf zur Großgemeinde Schachendorf vereint. Seit 1995 ist Schandorf wieder eine eigene Gemeinde.

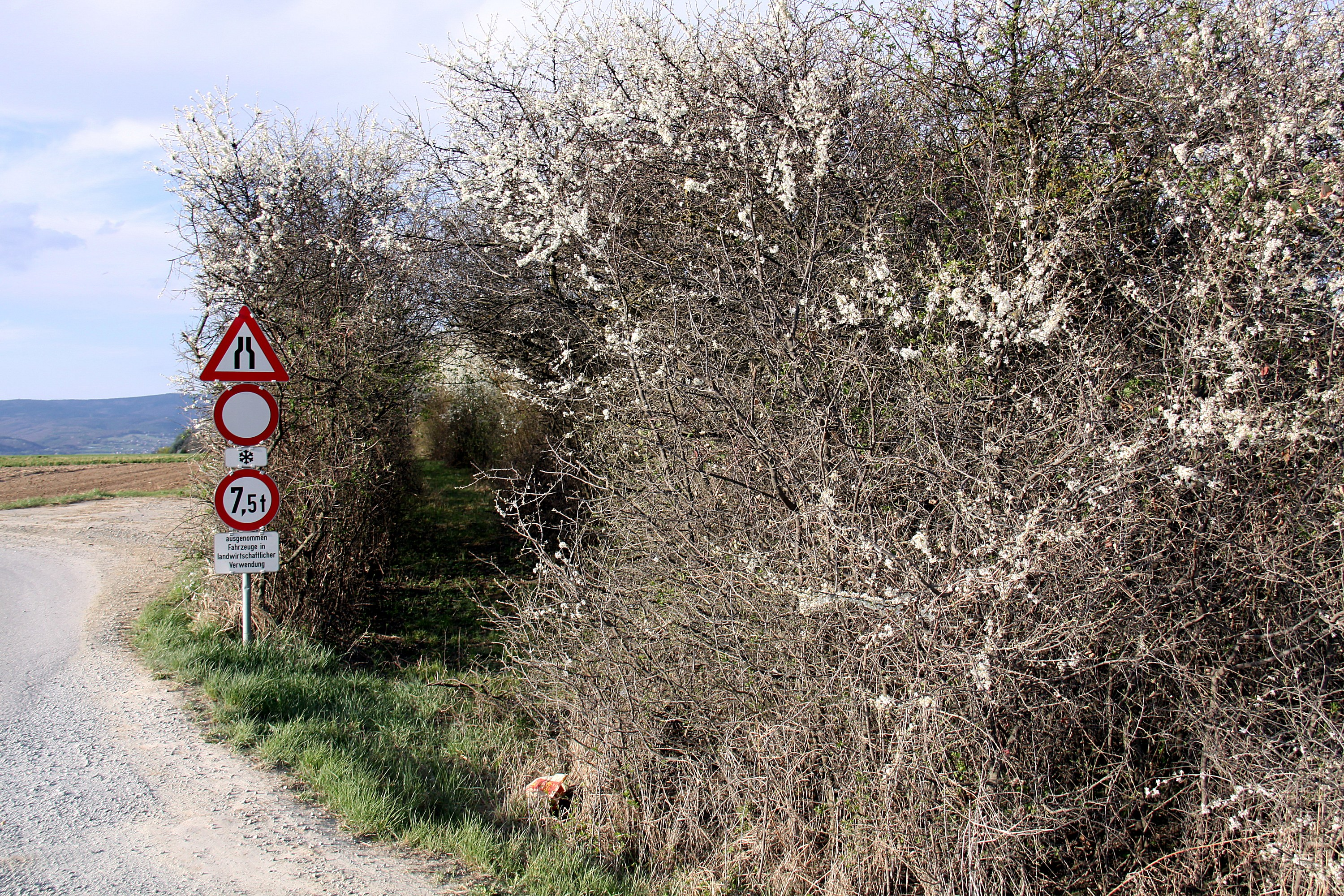
Grenzübergang Schandorf–Narda

Seit 1. Juni 2007 besitzt die Gemeinde Schandorf einen Grenzübergang zu Ungarn, der ausschließlich zu Fuß, mit dem Fahrrad oder mit dem Pferd benutzt werden darf. Von diesem Grenzübergang gelangt man direkt in die ungarische Nachbargemeinde Narda.
Im März 2025 wurde mit dem Bau einer flachen Stahlbetonkuppel als Nachbau eines Hügelgrabs begonnen. Ihre Schalung wird durch Aufblasen zunehmend angehoben. Der Bau soll ein Hügelgrab nachbilden und 2026 für Besucher offenstehen und dieses lokale archäologische Thema vermitteln.

## Kultur und Sehenswürdigkeiten

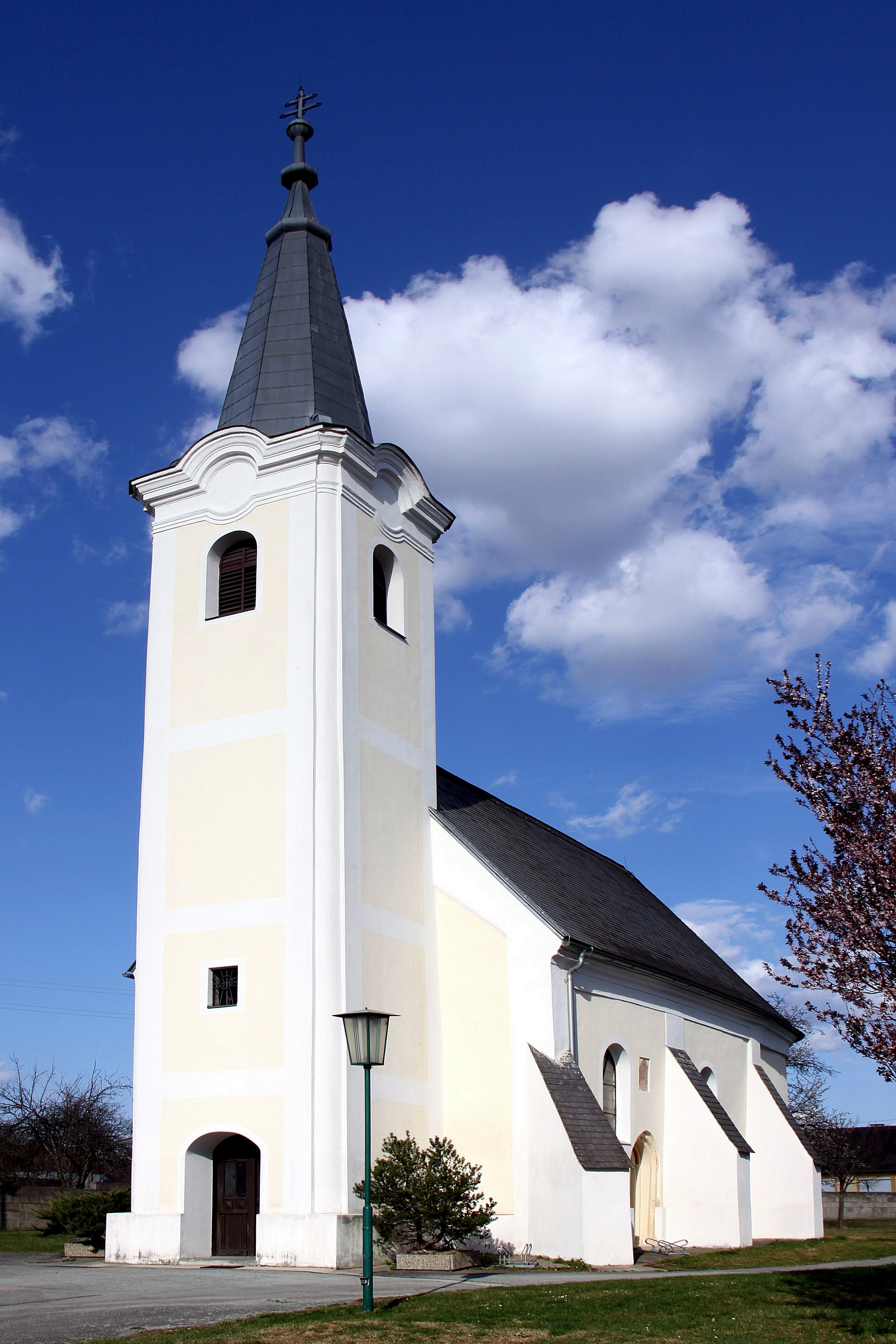
Römisch-katholische Pfarrkirche Schandorf hl. Anna

- Katholische Pfarrkirche Schandorf hl. Anna

## Wirtschaft und Infrastruktur
Von den 19 landwirtschaftlichen Betrieben des Jahres 2010 wurden sechs im Haupterwerb geführt. Diese bewirtschafteten über vierzig Prozent der 1000 Hektar Agrarflächen.
| Wirtschaftssektor            | Anzahl Betriebe | Anzahl Betriebe | Erwerbstätige | Erwerbstätige |
| Wirtschaftssektor            | 2011            | 2001            | 2011          | 2001          |
| ---------------------------- | --------------- | --------------- | ------------- | ------------- |
| Land- und Forstwirtschaft 1) | 19              | 32              | 9             | 12            |
| Produktion                   | 7               | 1               | 5             | -             |
| Dienstleistung               | 14              | 10              | 23            | 11            |

1) Betriebe mit Fläche in den Jahren 2010 und 1999
Durch das Gemeindegebiet verläuft die Geschriebenstein Straße B56 von Norden nach Süden.

## Politik

### Gemeinderat

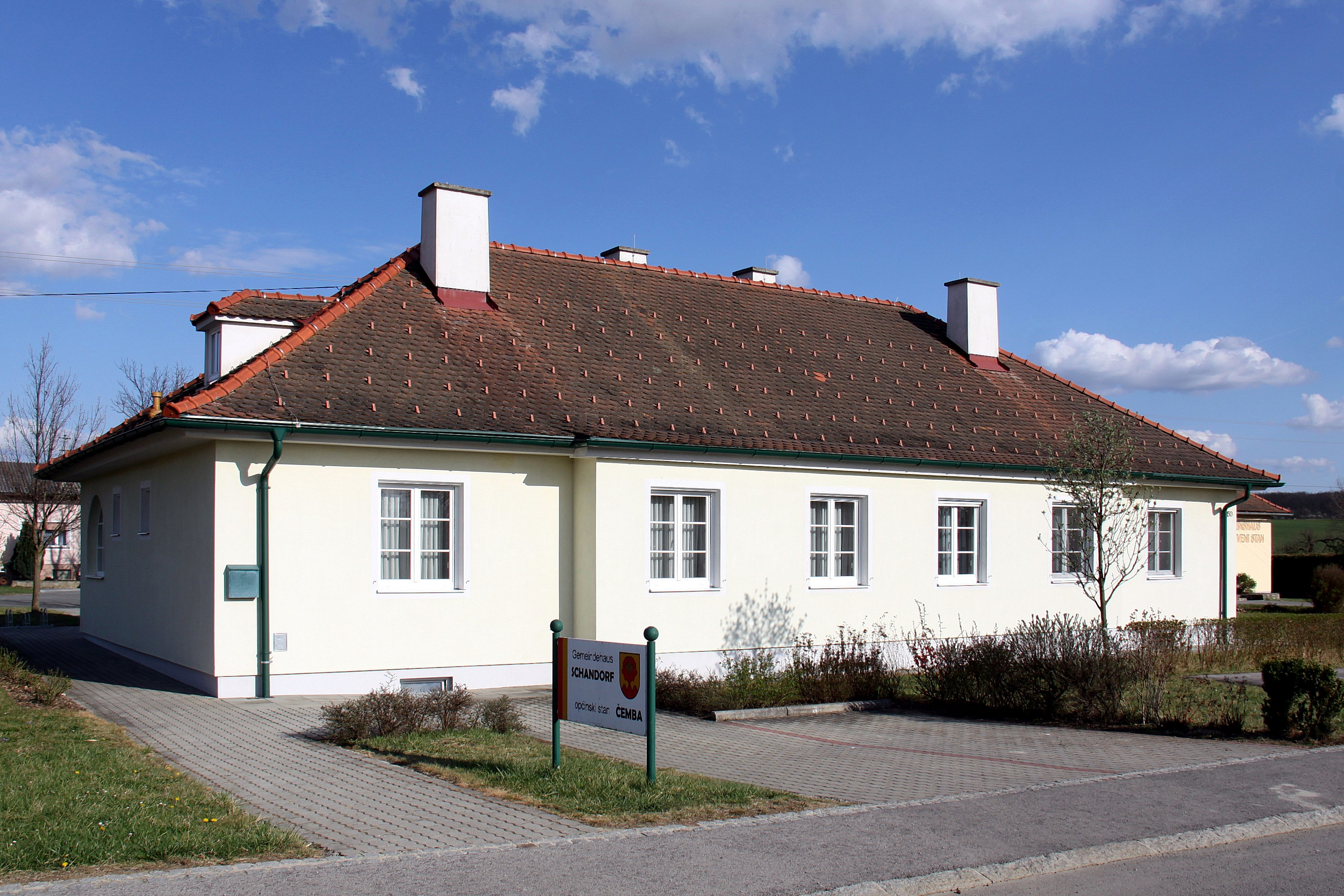
Gemeindeamt Schandorf

Der Gemeinderat umfasst aufgrund der Anzahl der Wahlberechtigten insgesamt 11 Mitglieder.
| Partei          | 2022             | 2022             | 2022             | 2017             | 2017             | 2017             | 2012             | 2012             | 2012             | 2007             | 2007             | 2007             | 2002             | 2002             | 2002             | 1997             | 1997             | 1997             |
| Partei          | Sti.             | %                | M.               | Sti.             | %                | M.               | Sti.             | %                | M.               | Sti.             | %                | M.               | Sti.             | %                | M.               | Sti.             | %                | M.               |
| --------------- | ---------------- | ---------------- | ---------------- | ---------------- | ---------------- | ---------------- | ---------------- | ---------------- | ---------------- | ---------------- | ---------------- | ---------------- | ---------------- | ---------------- | ---------------- | ---------------- | ---------------- | ---------------- |
| ÖVP             | 207              | 57,18            | 6                | 150              | 43,99            | 5                | 156              | 43,09            | 5                | 129              | 37,50            | 4                | 122              | 39,87            | 4                | 106              | 39,11            | 4                |
| SPÖ             | 155              | 42,82            | 5                | 191              | 56,01            | 6                | 206              | 56,91            | 6                | 215              | 62,50            | 7                | 172              | 56,21            | 7                | 131              | 48,34            | 6                |
| FPÖ             | nicht kandidiert | nicht kandidiert | nicht kandidiert | nicht kandidiert | nicht kandidiert | nicht kandidiert | nicht kandidiert | nicht kandidiert | nicht kandidiert | nicht kandidiert | nicht kandidiert | nicht kandidiert | 12               | 3,92             | 0                | nicht kandidiert | nicht kandidiert | nicht kandidiert |
| LHL             | nicht kandidiert | nicht kandidiert | nicht kandidiert | nicht kandidiert | nicht kandidiert | nicht kandidiert | nicht kandidiert | nicht kandidiert | nicht kandidiert | nicht kandidiert | nicht kandidiert | nicht kandidiert | nicht kandidiert | nicht kandidiert | nicht kandidiert | 34               | 12,55            | 1                |
| Wahlberechtigte | 395              | 395              | 395              | 380              | 380              | 380              | 397              | 397              | 397              | 391              | 391              | 391              | 341              | 341              | 341              | 293              | 293              | 293              |
| Wahlbeteiligung | 92,41 %          | 92,41 %          | 92,41 %          | 92,63 %          | 92,63 %          | 92,63 %          | 93,95 %          | 93,95 %          | 93,95 %          | 90,54 %          | 90,54 %          | 90,54 %          | 92,96 %          | 92,96 %          | 92,96 %          | 96,59 %          | 96,59 %          | 96,59 %          |

### Bürgermeister
Nachdem Josef Csencsics (SPÖ), der der Gemeinde seit der Gemeindetrennung von Schachendorf im Jahr 1996 vorstand, bereits im Oktober 2011 angekündigt hatte, dass er mit Ablauf der Funktionsperiode nicht mehr zur Verfügung stehen wird, wurde im Frühjahr 2012 vom Gemeinderat Gabriel zu dessen Nachfolger gewählt. Bei der Bürgermeisterdirektwahl am 7. Oktober 2012 wurde er von den Wählern mit 59,73 % in seinem Amt bestätigt. Sein Mitbewerber Gernot Mager (ÖVP) kam auf 40,27 %. Bei der Wahl am 1. Oktober 2017 verlor Mager erneut gegen Gabriel, der um 3,26 Prozentpunkte zulegen konnte und 62,99 % erreichte. Mager wurde vom Gemeinderat neuerlich zum Vizebürgermeister gewählt.
Bei der Wahl 2022 erhielt Bernhard Herics (ÖVP) im ersten Durchgang 58,24 Prozent der Stimmen und ist seitdem Bürgermeister von Schandorf, Vizebürgermeister wurde Werner Gabriel (SPÖ).

### Gemeindewappen
|  | Das Wappen wurde der Gemeinde am 17. Juli 1998 von der burgenländischen Landesregierung verliehen. Blasonierung: „In Gold ein roter Dreiberg von ineinandergeschobenen Hügeln aus dem ein roter Baum mit breiter Krone wächst belegt mit drei goldenen Ähren.“ Die drei goldenen Ähren verweisen auf die Schandorfer Landwirtschaft, verheißen aber auch das lebensnotwendige Brot über Zeiten hinweg und zeugen vom Fleiß der GemeindebürgerInnen; die Farben Rot-Gold wurden zum Zeichen der Verbundenheit mit dem Land Burgenland gewählt. |

## Persönlichkeiten
- Koloman Tomsich (1886–1944), Landesbeamter und Politiker
- Edith Mühlgaszner (* 1951), Bezirksschulinspektorin und Landtagsabgeordnete (SPÖ)